# Brill–Zinsser-betegség
A Brill–Zinsser-betegség egy heveny, fertőző betegség, lázzal, fejfájással, sokszor enyhe meningeniális tüntekkel.

## Etiológia
Nathan Brill 1898-ban már ismerte és 1910-ben írta le ezt a kórképet. Olyan Kelet-Európából származó egyéneken jelentkezett, akik otthon átestek a kiütéses tífuszon. Hans Zinsser 1938-ban 538 észlelés vizsgálata után állt elő hipotézisével miszerint a kórképet a kiütéses tífusz endogén recidivája okozza. 
Az esetek szórványos megjelenése miatt két neve is meghonosodott: recrudescent typhus és a sporadic typhus.

## Patogenezis, patológia
A kórkép patogenezise az 1950-es években tisztázódott. Ekkor sikerült a betegeken táplált tetvekből a Rickettsia prowazekit kimutatni és a kiütéses tífuszon hosszú idővel ezelőtt átesett betegek nyirokcsomóiból kitenyészteni. 
Patológiája megegyezik a kiütéses tífuszéval, csak az elváltozások gyengébbek. 
Eddig csak egyszeri recidivát észleltek, így valószínűsíthető, hogy a recidvia betölti az emlékeztető oltás szerepét.

## Epidemológia
A beteg a vérében hordozza a kórokozót, de normális esetben nem lehet járvány forrása.
Amennyiben ruhatetű kerül a beteg közelébe az már kiütéses tífusz kiindulási pontja lehet, mint ahogy volt már rá példa Európában.

## Klinikum
A tünetek emlékeztetnek a kiütéses tífuszra, de a betegség időtartama rövidebb, a lázgörbe szabálytalanabb, a kiütések gyakran elmaradnak, a vérkeringés ritkán károsodik, a halálozási ráta is alacsonyabb.

## Diagnózis
A diagnózis felállításához három feltételnek teljesülnie kell:
1. A beteg és környezete tetűmentességének.
2. Az anamnézisben typhus exaanthematicus-nak vagy annak valószínűségének meglétének.
3. A Rickettsia-komplementkötés pozitívitásának.

A kiütéses tífusz 40-50 évvel is megelőzheti a Brill-Zinsser-betegséget. 
A fejlett antibiotikumok miatt a mai esetek nagy részét nem is ismerik fel.

## Szövődmények
A betegség még kezeletlenül is legtöbbször szövődménymentes.

## Terápia
A gyógykezelés megegyezik a kiütéses tífuszéval. A terápia hatása az első 24 óra alatt jelentkezik, a láz 48-72 óra alatt szűnik meg.

## Prevenció
Mivel a betegség egy korábbi fertőzés ismeretlen kiváltó okú endogén recidivája, emiatt prevencióról nem beszélhetünk.
A betegséget be kell jelenteni!

## Lásd még
- Kiütéses tífusz